# Reality Kings
Reality Kings es una empresa de producción de cine para adultos estadounidense en Internet ubicada en Miami Beach (Florida).

## Historia
La red fue lanzada en 2000 con su primer sitio adulto, cumfiesta.com. Posteriormente aparecieron otras marcas, como milfhunter.com, captainstabbin.com, 8thstreetlatinas.com y roundandbrown.com. Desde su creación, la Reality Kings creó una red de websites con una amplia variedad de géneros.
En septiembre de 2012, el conglomerado canadiense MindGeek, anteriormente designado Manwin, adquirió el sitio web, llegando a formar parte posteriormente del espacio creado en Pornhub.

## Clasificación
En mayo de 2020 Reality Kings ocupaba el lugar 1.892 en la clasificación Alexa.

## Controversias
En 2010, la Universidad Agrónoma y Mecánica de Florida (FAMU) presentó una demanda contra Reality Kings, que llegó a conocerse como el FAMU Sex Tape. La demanda alegó que la compañía empañó la reputación de la Universidad debido a un vídeo que representa a ocho artistas que el sitio adscrito a Reality Kings, DareDorm, describió como estudiantes de la FAMU que realizan actos sexuales entre ellos. La universidad también demandó a los propios artistas. Aunque Reality Kings anunció su intención de pelear la demanda, menos de un mes después resolvió el caso y pagó a la universidad 120.000 dólares de indemnización. En 2011, Reality Kings presentó una moción para desestimar una demanda presentada por una mujer que afirmó que la compañía presentó a su hija menor de edad fugitiva en una película porno. Reality Kings, en su moción de desestimación, dijo que fue engañada fraudulentamente porque la hija tergiversó su edad no solo a Reality Kings, sino a varias agencias estatales y federales.